# 초르티어
초르티어(Chʼortiʼ)는 마야인의 한 갈래인 초르티 마야족의 언어이다. 마야어족에 속한다. 초르티어는 대부분의 마야 문자 자료에 기록된 언어인 고전 마야어의 직계 후손이다. 고전 마야어는 촐어파에 속한 언어로 기원후 250년에서 850년 사이에 가장 널리 쓰였다.

## 다른 마야어와의 관계
초르티어는 주로 과테말라 치키물라의 호코탄(Jocotán) 마을과 카모탄(Camotán) 마을 및 주변 지역에서 쓰이고, 또 인접한 온두라스의 코판 유적지 근처에서도 쓰인다. 초르티어는 고전 마야어의 직계 후손이기 때문에 마야 문자 기록 해독에 중요한 역할을 한다.
초르티어는 마야어족의 한 갈래인 촐·첼탈어파, 그 중에서도 촐어군에 속하는 3개의 현대 언어 중 하나이다. 나머지 두 언어는 촌탈 마야어와 촐어이다. 촐어파에 속하며 초르티어와 가장 가까운 언어인 촐티어는 현재 사멸했다.
|  | 촌탈 마야어 |
|  |             |
|  | 촐어        |
|  |             |

|  | 촐티어†  |
|  |          |
|  | 초르티어 |
|  |          |

|  | 촌탈 마야어 |
|  |             |
|  | 촐어        |
|  |             |

|  | 촐티어†  |
|  |          |
|  | 초르티어 |
|  |          |

## 음운론
초르티어는 표준 정서법이 있지만 최근의 초르티어 출판물에는 비표준 맞춤법도 많이 나타난다.

### 자음
|        |        | 양순음 | 치경음    | 후치경음  | 연구개음 | 성문음 |
| ------ | ------ | ------ | --------- | --------- | -------- | ------ |
| 파열음 | 무성음 | p [p]  | t [t]     |           | k [k]    | ʼ [ʔ]  |
| 파열음 | 방출음 |        | tʼ [tʼ]   |           | kʼ [kʼ]  |        |
| 파열음 | 유성음 | b [b]  | d [d]     |           | g [ɡ]    |        |
| 파열음 | 내파음 | bʼ [ɓ] |           |           |          |        |
| 마찰음 | 마찰음 |        | s [s]     | x [ʃ]     | j [x]    |        |
| 파찰음 | 무성음 |        | tz [ts]   | ch [tʃ]   |          |        |
| 파찰음 | 방출음 |        | tzʼ [tsʼ] | chʼ [tʃʼ] |          |        |
| 비음   | 비음   | m [m]  | n [n]     |           |          |        |
| 전동음 | 전동음 |        | r [r]     |           |          |        |
| 접근음 | 접근음 |        | l [l]     | y [j]     | w [w]    |        |

초르티어 자음은 성문 파열음을 나타내는 ʼ를 비롯해 b, bʼ, ch, chʼ, d, g, j, k, kʼ, l, m, n, p, r, s, t, tʼ, tz, tzʼ, w, x, y와 같이 쓴다.
/b/와 /d/는 고유어에 거의 나타나지 않고 대체로 스페인어 계통의 어휘에 나타난다. <j>는 무성 연구개 마찰음을 나타낸다. <w>와 <y>는 반모음이다.
단어를 정렬할 때에는 알파벳순으로 하되 성문음화된 소리는 그에 대응하는 비성문음의 바로 뒤에 온다. 즉, a, aʼ, b, bʼ, ch, chʼ, d, e, eʼ, g, i, iʼ, j, k, kʼ, l, m, n, o, oʼ, p, r, s, t, tʼ, tz, tzʼ, u, uʼ, w, x, y의 순서이다.

### 모음
|        | 전설 | 후설 |
| ------ | ---- | ---- |
| 고모음 | i    | u    |
| 중모음 | e    | o    |
| 저모음 | a    | a    |

모음은 a, e, i, o, u의 다섯 개이다.

## 문법
초르티어의 인칭접사는 다음의 3가지 계열이 있다.
- A계열: 타동사의 주어(A)
- B계열: 타동사의 목적어(O)와 완결상(completive) 자동사의 주어(Scomp)
- C계열: 미완결상(imcompletive) 자동사의 주어(Sincomp)

즉, 마야어족의 전형적인 능격-절대격 정렬로부터 상에 따른 일종의 분열 능격/삼분법 정렬로 변했다.
다음 예문은 Hull 2005에서 가져온 것이다.
타동사문
| e   | sitzʼ | u-buyi-Ø   | e   | siʼ  |
| def | boy   | A3-chop-B3 | def | wood |

“소년이 장작을 팬다.”
완결상 자동사문
| intzaj | lokʼoy-Ø  | e   | peʼych |
| sweet  | go.out-B3 | def | tomato |

“토마토가 맛있게 되었다.”
미완결상 자동사문
| e   | kʼin | a-lokʼoy  | ta   | ixner | kʼin |
| def | sun  | C1-go.out | prep | going | sun  |

“해는 서쪽으로 진다.”